# Rokitno (gmina w województwie kieleckim)
Rokitno (alt. Rokitno Rządowe) – dawna gmina wiejska istniejąca do 1954 roku w woj. kieleckim. Siedzibą władz gminy było Rokitno.
W okresie międzywojennym gmina Rokitno należała do powiatu włoszczowskiego w woj. kieleckim. 1 stycznia 1923 od gminy Rokitno odłączono wieś i dwór Nawsie, które weszły w skład reaktyowanego miasta Szczekociny. 7 sierpnia 1937 utworzono w gminie Rokitno gromadę Kaszczor, którą zniesiono 18 stycznia 1949, włączając ją do gromady Grabiec.
Po wojnie gmina zachowała przynależność administracyjną. Według stanu z dnia 1 lipca 1952 roku gmina składała się z 6 gromad: Bonowice, Dąbrowica, Grabiec, Ołudza, Rokitno i Wólka Ołudzka.
Jednostka została zniesiona 29 września 1954 roku wraz z reformą wprowadzającą gromady w miejsce gmin. Po reaktywowaniu gmin z dniem 1 stycznia 1973 roku gminy Rokitno nie przywrócono, a jej dawny obszar wszedł głównie w skład gminy Szczekociny w tymże powiecie i województwie (obecnie tereny te należą do powiatu zawierciańskiego w woj. śląskim).
Nie mylić z gminą Rokitno Szlacheckie.